# Honda Valkyrie
La Honda Valkyrie fue un modelo de motocicleta fabricado por Honda entre 1996 y 2003. Se le llamó modelo GL1500C en el mercado de estadounidense y F6C en otros mercados.
El motor del modelo Valkyrie era de 1.520 centímetros cúbicos refrigerado por agua, de seis cilindros horizontalmente opuestos, trasplantado del modelo Honda Goldwing, a diferencia del motor bicilíndrico en V encontrado comúnmente en las motocicletas del estilo "cruiser". En su trasplante del Goldwing, los cambios más notables del motor eran el árbol de levas y el cambio a seis carburadores individuales, uno para cada cilindro, los cambios que aumentaron su potencia en caballos y torque.
El modelo Valkyrie se ofreció con una marcha atrás en Japón. La producción de este modelo Valkyrie fue realizada en los talleres de la motocicleta Honda en Marysville (Ohio).

## Otros modelos

### Standar, Tourer e Interstate

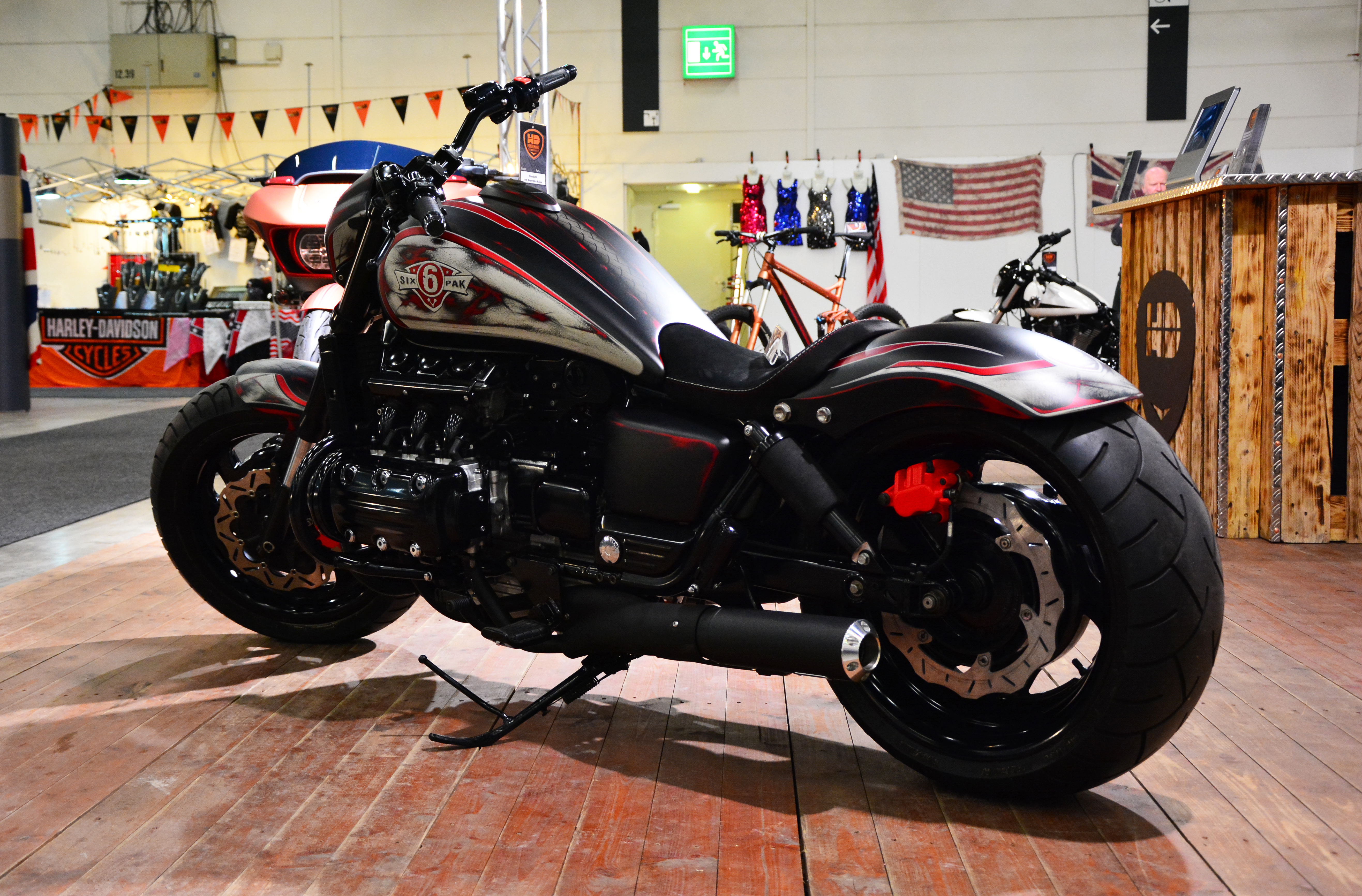
Personalizado Honda F6

Al empezar su comercialización, el modelo Standar y Tourer incluían un parabrisas y alforjas duras y con llave. En 1999, el modelo Interstate fue añadido a la oferta de la compañía, que incluyó un carenado fork-mounted junto a un tanque de combustible más grande y un apoyo en la parte posterior de la motocicleta.
Al caer las ventas, los modelos Interestatal y Tourer se suprimieron en 2001, dejando solo el modelo estándar. En 2003 se produjo ese único modelo estándar en color negro. Fue el último año de su producción.

### Rune

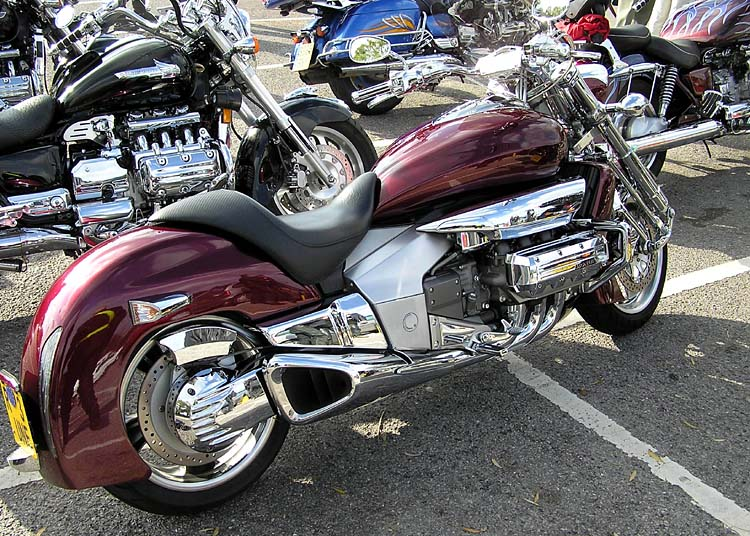
Imagen la Honda Valkyrie Rune 2004

Honda introdujo un modelo de edición limitada en 2003 al que llamó Valkyrie Rune con un motor de 1.832-cc3 (111.8 pulgadas). Este modelo fue producido en la planta de Honda en Marysville, Ohio.

### EVO6

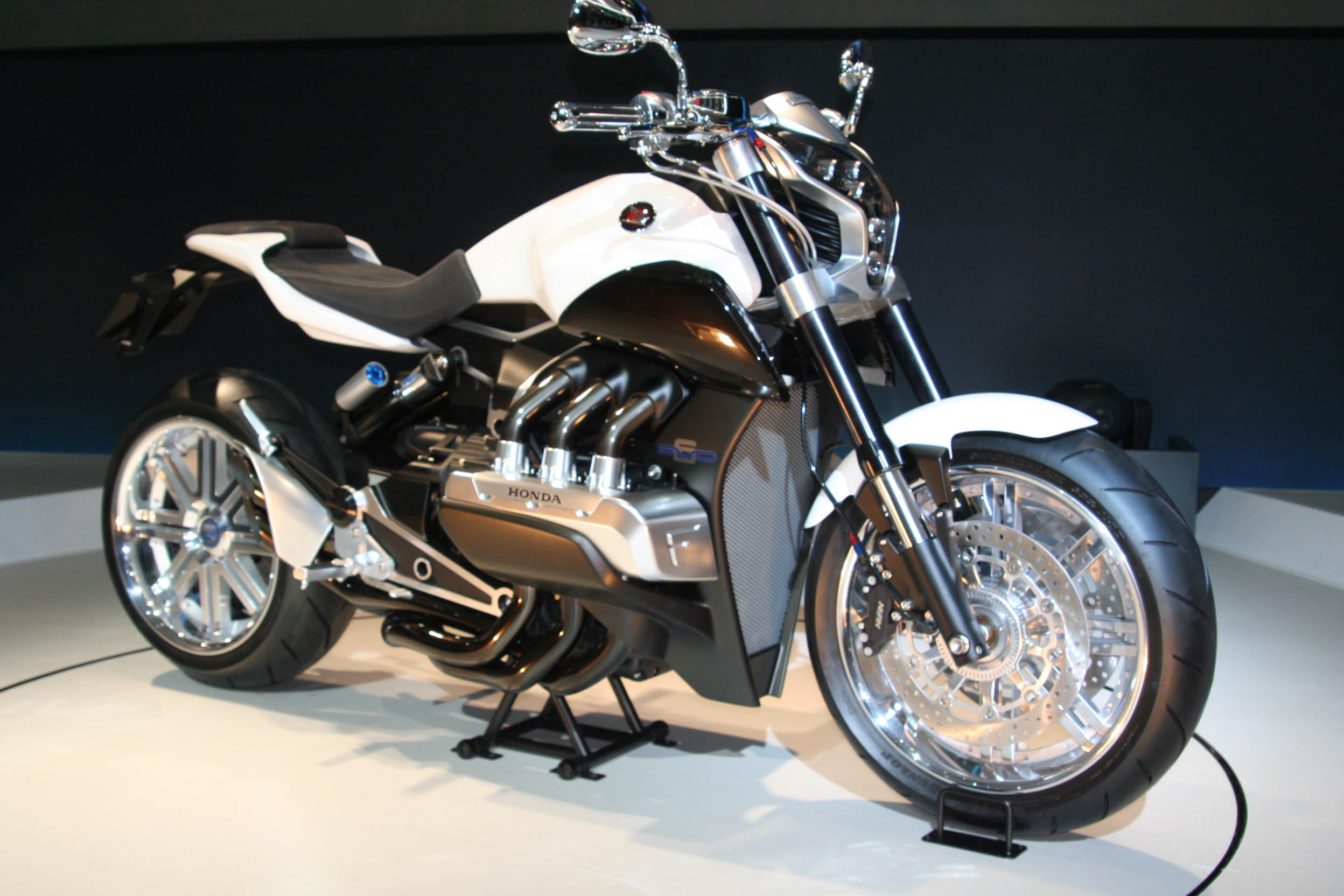
Modelo EVO6 en el 2007 Salón del Automóvil de Tokio 2007

Honda presentó la motocicleta modelo EVO6 en el Salón del Automóvil de Tokio de 2007. Basada en el motor plano de 1.832 centímetros cúbicos (111,8 pulgadas) del modelo Goldwing, el nuevo modelo EVO6 tiene más potencia que su antecesora. El EVO6 cuenta con la transmisión HFT que se puede operar en un modo totalmente automático o un modo manual de seis velocidades.

### Reintroducción
La Honda Valkyrie fue reintroducida en noviembre de 2013 con un nuevo diseño del modelo GL1800 Gold Wing. En el Salón del Automóvil de Tokio, Honda reveló su nueva versión 'desnuda' de la GL1800, como el modelo Valkyrie 2014, utilizando el mismo motor de seis cilindros de 1832cc que la Valkyrie Gold Wing, pero pesando 70 kg (150 lb) menos. La nueva Valkyrie trae el rastrillo aumentado, la suspensión delantera y trasera revisada por el peso reducido, la distribución de peso 50/50 y los neumáticos grandes tras la moda de las motos deportivas. Más allá del género de la moto 'desnuda', la relación potencia/peso de Valkyrie la pone claramente en la clase de motocicleta 'musculada'. Se puso a la venta en la primavera de 2014, por unos 17.000 dólares para el modelo base (el modelo con un sistema de frenos antibloqueo tendría un precio más elevado).